# Chinautla
Chinautla (del náhuatl, «Chicnaui» "nueve" y «tlan»  "lugar", significando «Lugar de Nueve»)  es un municipio de la región metropolitana del departamento de Guatemala de la República de Guatemala y que alberga a las regiones históricas de Las Vacas, Las Lomas, Las Flores y Jocotales. Actualmente el municipio se ubica dentro de las 20 ciudades más importantes de Guatemala.
Desde el retorno al sistema democrático en 1985, la alcaldía de la municipalidad se vio monopolizada por Arnoldo Medrano, quien estuvo apoyando al partido del gobierno de turno, hasta que fue capturado por acusaciones de corrupción en 2015.  A pesar de la captura, Medrano logró que su sobrina fuera electa como alcaldesa para el período 2016-2020 y salió libre de prisión tal solo unos meses después de haber sido capturado, a pesar de la gravedad de las acusaciones en su contra.

## Etimología de la toponimia

### Nombre en castellano
Muchos de los nombres de los municipios y poblados de Guatemala constan de dos partes: el nombre del santo católico que se venera el día en que fueron fundados y una descripción con raíz náhuatl; esto se debe a que las tropas que invadieron la región en la década de 1520 al mando de Pedro de Alvarado estaban compuestas por soldados españoles y por indígenas tlaxcaltecas y cholutecas. En algunos casos, como en este, solamente se conserva un topónimo indígena en idioma extranjero, estando este en náhuatl; «Chinautla» proviene del náhuatl «Chicnaui-tlan» plural del numeral «chicnauj» (español: «nueve»).A pesar de que el nombre actualmente esté en náhuatl, se conserva el nombre original, puesto que los habitantes de Chinautla provienen del sitio arqueológico Belej, en poq'oman,«nueve» por lo tanto, el nombre del pueblo es el mismo a pesar de que el nombre esté en náhuatl. 

## División política
El municipio de Chinautla contiene quince aldeas que son:
| Categoría | Listado |
| --------- | --- |
| Aldeas    | 1. Los Jocotales 2. Santa Faz 3. San Martín 4. San José Buena Vista 5. El Durazno 6. Tres Sabanas 1. Las Lomas 2. Cumbre de Guayabo 3. San Antonio las Flores 4. Santa Cruz 5. San Rafael las Flores 6. La Laguneta 7. El Chan 8. San Julián 9. Concepción Sacojito 10. Arimany |

## Geografía física
Chinautla es una sucesión de barrancos y montañas atravesados por ríos de aguas negras, como Las Vacas o El Zapote. La mayoría de la población se acumula en la multitud de asentamientos precarios que han proliferado desde la década de 1980. Solo Tierra Nueva y las invasiones del proyecto Santa Faz concentran, aproximadamente, la mitad de la población, en su mayoría personas originarias del resto de los departamentos de la República. En las zonas rurales del municipio existen aldeas sin acceso a agua potable, las areneras se han multiplicado, aumentando la vulnerabilidad ambiental, y aún hay vecinos que tienen que cruzar puentes colgantes para salir de sus comunidades.[cita requerida]

### Clima
La cabecera municipal de Chinautla tiene clima tropical (Clasificación de Köppen: Aw).
| Parámetros climáticos promedio de Chinautla | Parámetros climáticos promedio de Chinautla | Parámetros climáticos promedio de Chinautla | Parámetros climáticos promedio de Chinautla | Parámetros climáticos promedio de Chinautla | Parámetros climáticos promedio de Chinautla | Parámetros climáticos promedio de Chinautla | Parámetros climáticos promedio de Chinautla | Parámetros climáticos promedio de Chinautla | Parámetros climáticos promedio de Chinautla | Parámetros climáticos promedio de Chinautla | Parámetros climáticos promedio de Chinautla | Parámetros climáticos promedio de Chinautla | Parámetros climáticos promedio de Chinautla |
| Mes                                         | Ene.                                        | Feb.                                        | Mar.                                        | Abr.                                        | May.                                        | Jun.                                        | Jul.                                        | Ago.                                        | Sep.                                        | Oct.                                        | Nov.                                        | Dic.                                        | Anual                                       |
| ------------------------------------------- | ------------------------------------------- | ------------------------------------------- | ------------------------------------------- | ------------------------------------------- | ------------------------------------------- | ------------------------------------------- | ------------------------------------------- | ------------------------------------------- | ------------------------------------------- | ------------------------------------------- | ------------------------------------------- | ------------------------------------------- | ------------------------------------------- |
| Temp. máx. media (°C)                       | 25.8                                        | 26.8                                        | 28.3                                        | 28.7                                        | 28.4                                        | 27.0                                        | 26.8                                        | 27.1                                        | 26.4                                        | 26.0                                        | 25.8                                        | 25.5                                        | 26.9                                        |
| Temp. media (°C)                            | 19.6                                        | 20.3                                        | 21.6                                        | 22.5                                        | 22.7                                        | 22.2                                        | 21.9                                        | 22.0                                        | 21.6                                        | 21.1                                        | 20.4                                        | 19.6                                        | 21.3                                        |
| Temp. mín. media (°C)                       | 13.5                                        | 13.9                                        | 15.0                                        | 16.3                                        | 17.0                                        | 17.4                                        | 17.1                                        | 16.9                                        | 16.8                                        | 16.2                                        | 15.0                                        | 13.7                                        | 15.7                                        |
| Precipitación total (mm)                    | 1                                           | 2                                           | 5                                           | 25                                          | 103                                         | 207                                         | 187                                         | 132                                         | 211                                         | 96                                          | 16                                          | 2                                           | 987                                         |
| Fuente: Climate-Data.org                    |                                             |                                             |                                             |                                             |                                             |                                             |                                             |                                             |                                             |                                             |                                             |                                             |                                             |

### Ubicación geográfica
Chinautla se encuentra en el centro del Departamento de Guatemala, completamente rodeada por municipios del mismo:
- Norte: Chuarrancho
- Sur: Ciudad de Guatemala
- Este: San Pedro Ayampuc
- Oeste: Mixco, San Pedro Sacatepéquez y San Raymundo[8]

|                                                  | Norte: Chuarrancho       |                         |
| Oeste: Mixco San Pedro Sacatepéquez San Raymundo |                          | Este: San Pedro Ayampuc |
|                                                  | Sur: Ciudad de Guatemala |                         |

## Gobierno municipal
Los municipios se encuentran regulados en diversas leyes de la República, que establecen su forma de organización, lo relativo a la conformación de sus órganos administrativos y los tributos destinados para los mismos.  Aunque se trata de entidades autónomas, se encuentran sujetas a la legislación nacional. Las principales leyes que rigen a los municipios en Guatemala desde 1985 son:
| N.º | Ley                                                | Descripción |
| --- | -------------------------------------------------- | --- |
| 1   | Constitución Política de la República de Guatemala | Tiene una regulación legal específica para los municipios en los artículos 253 al 262. |
| 2   | Ley Electoral y de Partidos Políticos              | Ley de carácter constitucional aplicable a los municipios en el tema de la conformación de sus autoridades electas. |
| 3   | Código Municipal                                   | Decreto 12-2002 del Congreso de la República de Guatemala. Tiene la categoría de ley ordinaria y contiene preceptos generales aplicables a todos los municipios, e inclusive contiene legislación referente a la creación de los municipios.             |
| 4   | Ley de Servicio Municipal                          | Decreto 1-87 del Congreso de la República de Guatemala. Regula las relaciones entra la municipalidad y los servidores públicos en materia laboral. Tiene su base constitucional en el artículo 262 de la constitución que ordena la emisión de la misma. |
| 5   | Ley General de Descentralización                   | Decreto 14-2002 del Congreso de la República de Guatemala. Regula el deber constitucional del Estado, y por ende del municipio, de promover y aplicar la descentralización y desconcentración económica y administrativa.                                |

El gobierno de los municipios de Guatemala está a cargo de un Concejo Municipal mientras que el código municipal —que tiene carácter de ley ordinaria y contiene disposiciones que se aplican a todos los municipios de Guatemala— establece que «el concejo municipal es el órgano colegiado superior de deliberación y de decisión de los asuntos municipales […] y tiene su sede en la circunscripción de la cabecera municipal». Por último, el artículo 33 del mencionado código establece que «[le] corresponde con exclusividad al concejo municipal el ejercicio del gobierno del municipio».
El concejo municipal se integra con el alcalde, los síndicos y concejales, electos directamente por sufragio universal y secreto para un período de cuatro años, pudiendo ser reelectos.
Existen también las Alcaldías Auxiliares, los Comités Comunitarios de Desarrollo (COCODE), el Comité Municipal del Desarrollo (COMUDE), las asociaciones culturales y las comisiones de trabajo. Los alcaldes auxiliares son elegidos por las comunidades de acuerdo a sus principios, valores, procedimientos y tradiciones, estos se reúnen con el alcalde municipal el primer domingo de cada mes. Los Comités Comunitarios de Desarrollo y el Consejo Municipal de Desarrollo tiene como función organizar y facilitar la participación de las comunidades priorizando necesidades y problemas.
Los alcaldes que ha habido en el municipio son:
- 1986-2016: Arnoldo Medrano[12]
- 2016-2020: Brenda del Cid Medrano[2]

### sigloXXI: alcaldía de Arnoldo Medrano
El alcalde Arnoldo Medrano —quien ha formado parte de seis agrupaciones políticas diferentes en sus siete períodos como alcalde— ha enfrentado más de diez procesos de antejuicio en su contra. 
El 11 de junio de 2013, el diario guatemalteco ElPeriódico informó que se sospecha que Medrano tendría un entramado de empresas que habrían movilizado hasta ochenta millones de quetzales en al menos tres bancos diferentes; se reportó que entre las empresas estarían la constructora El Campo y Dinámica Constructiva (DINACOM) que estaban representadas por Sedy Eliut Osorio Vásquez —cuñado de Medrano y exconcejal suplente de la municipalidad de Chinautla— y Arison Rubicely Cordón Morales —esposa del hijo de Medrano, Edgar Alfredo Medrano—; también se sospechaba en esa oportunidad que Medrano habría contratado a DINACOM para el cobro del Impuesto Único sobre Inmuebles (IUSI) y que dicha empresa se habría beneficiado con 15 % de lo recaudado.  Se supo que pocos días antes, Rudy Waldemar Osorio Vásquez —hermano de la esposa de Arnoldo Medrano— se habría suicidado en Río Dulce, Izabal, lanzándose del puente que atraviesa dicho río; Osorio Vásquez habría sido el enlace para beneficiar a empresas involucradas con proyectos en Fraijanes, en donde trabajaba como encargado de proyectos y jefe de ingeniería de la municipalidad.
El 17 de junio de 2015, el último partido al que pertenecía, Libertad Democrática Renovada (LIDER), lo expulsó de sus filas por varias acusaciones de corrupción en su contra.  Medrano ya no participó en la contienda electoral de 2015, pero sí lo hizo su sobrina, Brenda del Cid Medrano, quien resultó elegida por el partido LIDER.
El 19 de octubre de 2015, Medrano fue aprehendido nuevamente, esta vez por estar sindicado de haber lavado diez millones de quetzales en el período 2005-2006; el funcionario fue sorprendido a las 6:00 AM en su vivienda en la colonia Santa Luisa, en Chinautla. Junto a Medrano fueron capturadas otras cuatro personas, empleadas de la administración municipal; al ser entrevistado, se mostró confiado, como suele hacerlo en estas circunstancias, y afirmó que «está tranquilo, y que va a defenderse porque son casos diferentes».
El titular de la Fiscalía contra el Lavado de Dinero, informó que se descubrieron que habría dos formas de operar de Medrano para lavar dinero: una forma habría consistido en girar seis cheques de la municipalidad a nombre de cuatro personas particulares, que posteriormente habrían depositado el dinero en cuentas de Medrano por un total de doscientos ochenta mil quetzales; el otro mecanismo, por su parte, habría consistido en depositar los fondos de la alcaldía en dos Organizaciones No Gubernamentales (ONG) que luego trasladaron el dinero a cuatro empresas constructoras, que a su vez habrían depositado el dinero a nombre de Medrano; las constructoras habrían sido DIMACO, Constructora El Campo, Constructora Torre Fuentes y Constructora Pineda de León. Medrano fue enviado al preventivo para varones en la zona 18 en espera de su audiencia de primera declaración.
El 27 de octubre, tras ocho días de pasar en prisión preventiva, Medrano fue ligado a proceso y ordenado a permanecer en la cárcel de varones de la zona 18 de la Ciudad de Guatemala pues el juez consideró que había peligro de fuga en su caso.
El 18 de noviembre de 2015, Medrano fue favorecido con una medida sustitutiva de ochocientos mil quetzales por el Juzgado Tercero de Primera Instancia Penal; pero, tras salir en libertad bajo fianza, nuevamente fue enviado a prisión por otro caso de corrupción; fue capturado en los primeros días de febrero de 2016 en el Centro Histórico de la Ciudad de Guatemala, acusado de haber cometido fraude por diez millones de quetzales en un plan de vivienda que se dejó a medias.  Medrano había estado prófugo desde el 27 de enero de 2016, día en que fueron capturadas Manuela Victorio Osorio y Heydi Carolina Rodríguez Retana, ambas parte de la juntas municipales de licitación que aprobaron fraudulentamente el programa de vivienda.
A pesar de las pruebas en su contra, en diciembre de 2016 el juez del caso redujo considerablemente los cargos por los que Medrano estaba siendo enjuiciado, aduciendo falta de mérito.[cita requerida]

## Historia
Originalmente, el pueblo Pokoman ocupaba la región comprendida entre el Río Pixcaya y el Río Motagua, en el área que ocupa el moderno departamento de Chimaltenango. Tras la invasión española de 1526, Pedro de Alvarado fundó la población de Chinautla, en el paraje conocido como «de la Cruz», en un área situada en la parte norte del departamento de Guatemala.
En 1629 llegó la Real Cédula al Cabildo de Guatemala en que se exigía la recaudación de los Derechos Reales sobre Tierras.  Las tierras pertenecientes a la población de Chinautla fueron medidas, otorgándoles por mandato del Oidor y Juez Privativo de tierras, Tomás Ignacio de Arana, el 21 de mayo de 1722 un Primer Título con una extensión de dos caballerías.  Dicho título fue confirmado por el rey Felipe V. Posteriormente, el 16 de mayo de 1753 fue extendido un segundo título, en el que el Oidor y alcalde de la Corte Jacobo Huertas le otorgaba una mayor extensión; desde esta forma, Chinautla obtuvo treinta y ocho caballerías más.
En la época colonial y a principios de la época independiente, Chinautla estuvo adscrita al Curato de Candelaria, en el partido de Sacatepéquez.[cita requerida]

### Tras la Independencia de Centroamérica
Al decretarse la primera Constitución Política del Estado de Guatemala el 11 de octubre de 1825, este se dividió el territorio en once distritos y varios circuitos.  Esa constitución estableció los circuitos para la administración de justicia en el territorio del Estado y menciona que Chinautla era parte del Distrito Primero y específicamente del Circuito Norte-Guatemala, junto con los barrios de las parroquias de El Sagrario, La Merced, Candelaria, y San Sebastián en la Ciudad de Guatemala, y los poblados de Jocotenango, San Antonio Las Flores, San José Nacagüil, Carrizal, lo de Reyes, el Chato, las Vacas, las Tapias, las Flores, Palencia, Pueblo Nuevo de Santa Rosa, Pontezuelas, Navajas, San José, lo de Iboy, Vuelta Grande y Zarzal.

### sigloXX: Terremoto de 1976
La cabecera municipal fue una víctima del terremoto de Guatemala del 4 de febrero de 1976, que obligó a formar una nueva población, llamada «Nueva Chinautla», debido a los derrumbes y destrozos. En el territorio original que fue destrozado se formaron posteriormente dos asentamientos que son la «Antigua Chinautla» y la «Vieja Chinautla».